# Avangard Omsk
Avangard Omsk (rusky Авангард Омск) je profesionální ruský hokejový tým z města Omsk. Vznikl v roce 1950. V průběhu let hrál pod názvy Spartak (Спартак) (1950—1962), Aeroflot (Аэрофлот) (1962—1967), Kaučuk (Каучук) (1967—1972), Chimik (Химик) (1972—1974), Šinnik (Шинник) (1974—1981). Od roku 1981 se tým jmenuje Avangard (Авангард).

## Úspěchy
- Vítězství v Super six: 2005
- Vítězství v Ruské superlize: 2003/2004
- Vítězství v Kontinentální pohár - základní část: 2010/2011

## Přehled účasti v KHL
| Rusko                       |                          |                                                                |                   |
| Sezóny                      | Soutěž                   | Play off                                                       | Kapitán           |
| 2008/2009                   | KHL                      | Čtvrtfinále (prohra 2:3 na zápasy s Ak Bars Kazaň)             | Alexandr Svitov   |
| 2009/2010                   | KHL                      | Osmifinále (prohra 0:3 na zápasy s CHK Neftěchimik Nižněkamsk) | Jaromír Jágr      |
| 2010/2011                   | KHL Vítěz základní části | Čtvrtfinále (prohra 3:4 na zápasy s Metallurg Magnitogorsk)    | Dmitrij Rjabykin  |
| 2011/2012                   | KHL                      | Finále (prohra 3:4 na zápasy s HK Dynamo Moskva)               | bez kapitána      |
| 2012/2013                   | KHL                      | Čtvrtfinále (prohra 1:4 na zápasy s Traktor Čeljabinsk)        | Alexandr Frolov   |
| 2013/2014                   | KHL                      | Ne                                                             | Děnis Kuljaš      |
| 2014/2015                   | KHL                      | Čtvrtfinále (prohra 1:4 na zápasy s Ak Bars Kazaň)             | Sergej Kalinin    |
| 2015/2016                   | KHL                      | Čtvrtfinále (prohra 3:4 na zápasy s Salavat Julajev Ufa)       | Děnis Kuljaš      |
| 2016/2017                   | KHL                      | Čtvrtfinále (prohra 2:4 na zápasy s Ak Bars Kazaň)             | Jevgenij Medveděv |
| 2017/2018                   | KHL                      | Osmifinále (prohra 3:4 na zápasy s Salavat Julajev Ufa)        | Jevgenij Medveděv |
| 2018/2019                   | KHL                      | Finále (prohra 4:0 na zápasy s CSKA Moskva)                    | Jevgenij Medveděv |
| 2019/2020                   | KHL                      | Osmifinále (prohra 2:4 na zápasy s Salavat Julajev Ufa)        | Alexej Jemelin    |
| 2020/2021                   | KHL                      | Finále (výhra 4:2 na zápasy s CSKA Moskva) Gagarinův pohár     | Alexej Jemelin    |
| 2021/2022                   | KHL                      | Čtvrtfinále (prohra 3:4 na zápasy s Metallurg Magnitogorsk)    | bez kapitána      |
| 2022/2023                   | KHL                      | Semifinále (prohra 1:4 na zápasy s Ak Bars Kazaň)              | Damir Šaripzjanov |
| 2023/2024                   | KHL                      | Čtvrtfinále (prohra 3:4 na zápasy s Lokomotiv Jaroslavl)       | Damir Šaripzjanov |
| 2024/2025                   | KHL                      | Čtvrtfinále (prohra 3:4 na zápasy s Lokomotiv Jaroslavl)       | Damir Šaripzjanov |
| Zdroj na Eliteprospects.com |                          |                                                                |                   |

## Češi a Slováci v týmu
| Ročník                                                                   | Hráči ČR                                                                      | Hráči SR                      | Linky |
| ------------------------------------------------------------------------ | ----------------------------------------------------------------------------- | ----------------------------- | ----- |
| 2001/2002                                                                | Jaroslav Kameš, Pavel Patera, Martin Procházka                                | nikdo                         |       |
| 2002/2003                                                                | Jiří Šlégr, Martin Procházka, Pavel Patera, Tomáš Vlasák, Ivan Hlinka- trenér | nikdo                         |       |
| 2003/2004                                                                | Jaroslav Bednář, Pavel Patera, Tomáš Vlasák                                   | Richard Kapuš                 |       |
| 2004/2005                                                                | Jaromír Jágr, Jaroslav Bednář                                                 | nikdo                         |       |
| 2005/2006                                                                | Milan Kraft, Václav Novák                                                     | nikdo                         |       |
| 2006/2007                                                                | Pavel Rosa, Václav Novák                                                      | nikdo                         |       |
| 2007/2008                                                                | Pavel Rosa                                                                    | nikdo                         |       |
| 2008/2009                                                                | Jaromír Jágr, Jakub Klepiš, Pavel Rosa, Adam Svoboda                          | nikdo                         |       |
| 2009/2010                                                                | Jaromír Jágr, Jakub Klepiš                                                    | nikdo                         |       |
| 2010/2011                                                                | Jaromír Jágr, Martin Škoula, Roman Červenka, Petr Vampola (leden 2011)        | Marek Svatoš                  |       |
| 2011/2012                                                                | Martin Škoula, Roman Červenka                                                 | Radoslav Suchý                |       |
| 2012/2013                                                                | Martin Škoula                                                                 | Tomáš Záborský                |       |
| 2013/2014                                                                | Miroslav Blaťák , Miloš Říha - trenér                                         | Ivan Baranka , Štefan Ružička |       |
| 2014/2015                                                                | Miroslav Blaťák, Vladimír Sobotka                                             | nikdo                         |       |
| 2015/2016                                                                | Vladimír Sobotka, Michal Kempný, Dominik Furch, Martin Erat                   | nikdo                         |       |
| 2016/2017                                                                | Vladimír Sobotka odchod do NHL (St. Louis Blues) 7.4.2017 , Dominik Furch     | nikdo                         |       |
| 2017/2018                                                                | Dominik Furch                                                                 | nikdo                         |       |
| 2018/2019                                                                | nikdo                                                                         | nikdo                         |       |
| 2019/2020                                                                | nikdo                                                                         | nikdo                         |       |
| 2020/2021                                                                | Jiří Sekáč, od 6.11.2020 Šimon Hrubec                                         | nikdo                         |       |
| 2021/2022                                                                | Šimon Hrubec                                                                  | Peter Cehlárik                |       |
| 2022/2023                                                                | nikdo                                                                         | Christián Jaroš               |       |
| 2023/2024                                                                | Libor Šulák                                                                   | Tomáš Jurčo                   |       |
| 2024/2025                                                                | nikdo                                                                         | nikdo                         |       |
| 2025/2026                                                                | nikdo                                                                         | nikdo                         |       |
| Češi - Zdroj na Eliteprospects.com Slováci - Zdroj na Eliteprospects.com |                                                                               |                               |       |